# Srčni zastoj
Srčni zastoj pomeni prenehanje mehaničnega in elektrofiziološkega delovanja srca. Če odpove le mehanično delovanje srca, govorimo o cirkulacijskem zastoju.
Srčni zastoj ni isto kot srčna kap (miokardni infarkt), lahko pa ga slednja povzroči. Pri srčni kapi je motena prekrvljenost srčne mišice in zato del srčnomišičnega tkiva ali celotna srčna mišica odmre. Pri srčnem popuščanju pa je cirkulacija krvi po telesu nezadostna; minutni volumen srca ne zadošča za telesno aktivnost, je pa še vedno dovoljšen za vzdrževanje življenja.
Pri srčnem zastoju je prekinjena cirkulacija krvi in tako telesna tkiva več ne prejemajo kisika in glukoze. Pomanjkanje kisika in glukoze v možganovini povzroči nezavest, ki pa lahko vodi dalje v dihalni zastoj. Možganske poškodbe so zelo verjetne, če bolnik ne prejme ustreznega zdravljenja v prvih petih minutah po pojavu srčnega zastoja. Takojšnje zdravljenje je bistveno za preživetje in nevrološko okrevanje. Gre za urgentno stanje, ki pa je lahko ob zgodnjem zdravljenju tudi reverzibilno. Nenaden srčni zastoj lahko povzroči smrt v nekaj minutah, tako imenovano nenadno srčno smrt. Srčni zastoj je sicer terminalni dogodek vsake bolezni oziroma dogodka, ki povzroči smrt, v primeru nenadne srčne smrti pa se pojavi nepričakovano in hitro po pojavu začetnih akutnih simptomov pri bolnikih s poznano ali nepoznano predhodno srčno boleznijo.

## Razvrstitev
Glede na srčni ritem, zaznan z elektrokardiogramom, lahko srčne zastoje delimo na »šokovne« (angl. shockable) in »nešokovne« (angl. non–shockable). Razdelitev temelji na dejstvu, ali se prisotna motnja ritma odziva na zdravljenje z defibrilacijo ali ne. Šokovna srčna ritma, ki povzročata srčni zastoj, sta ventrikularna fibrilacija (prekatno migetanje) in brezpulzna prekatna tahikardija, nešokovna ritma pa asistolija in elektromehanična disociacija (električna aktivnost brez utripa).

## Znaki in simptomi
Pri kritično ali terminalno bolnih se pred natopom srčnega zastoja pogosto pojavi obdobje kliničnega poslabšanja, s hitrim in plitkim dihanjem, arterijsko hipotenzijo (znižanim krvnim tlakom) ter upadanje duševne prisebnosti. Pri nenadnem srčnem zastoju se neposredno pred srčnim zastojem pojavi kolaps brez predhodnih opozorilnih znakov, včasih ga spremlja kratkotrajen krč, ki traja manj kot pet sekund.
Najočitnejši znak, ki nastopi ob srčnem zastoju, je odsotnost srčnega utripa, saj se srce več ne krči, srčni utrip pa je posledica srčnih kontrakcij. Z določenimi takojšnjimi ukrepi se lahko srčni zastoj prekine oziroma se povzroči ponovno delovanje srca, brez intervencije pa skorajda vselej sledi smrt.
Zaradi nezadostne prekrvljenosti možganov pride hitro po srčnem zastoju do nezavesti in dihalnega zastoja. Poglavitno diagnostično merilo za opredelitev srčnega zastoja (v nasprotju z dihalnim zastojem, ki se sicer kaže s podobnimi znaki) je prekinitev srčnega obtoka, ki jo lahko dokažejo na različne načine. 10 do 20 % bolnikov po preživelem srčnem zastoju poroča o obsmrtni izkušnji.

## Vzroki
Pri odraslih je vodilni vzrok nenadne srčne smrti zaradi srčnega zastoja obstoječa bolezen srca, zlasti koronarna arterijska bolezen. Pri otrocih so srčni zastoji redki, poglavitni vzroki pa so poškodbe, zastrupitve in različne bolezni dihal.

### Bolezni srca
Okoli 60–70 % primerov nenadne srčne smrti povzroči koronarna arterijska bolezen, imenovana tudi ishemična bolezen srca.  
Med manj pogoste vzroke nenadne srčne smrti sodijo anomalije koronarnega žilja (npr. hipoplazija večnih žil), bolezni srčne mišice (kardiomiopatije) in srčno popuščanje različne etiologije, bolezni srčnih zaklopk, vnetne bolezni srca (miokarditisi), tumorji srca (npr. miksomi), prirojene srčne napake (predvsem tiste z desno-levim spojem in pljučno hipertenzijo), primarne elektrofiziološke motnje srca ter električna nestabilnost srca s polimorfnimi prekatnimi aritmijami. Tudi hud psihični stres lahko zaradi nenadnega dviga kateholaminov in proženja maligne aritmije vodi v nenadno srčno smrt.

### Drugi vzroki
Okoli 35 % primerov nenadne srčne smrti ne povzročijo bolezni srca. Med vzroki, ki niso povezani s srčnimi boleznimi, so najpogostejši poškodbe, krvavitve (npr. krvavitev v prebavila, ruptura aorte, intrakranialna krvavitev), preodmerjanje z nedovoljenimi drogami, utopitev in pljučna embolija. Srčni zastoj je lahko tudi posledica zastrupitve, na primer zaradi strupa določenih vrst meduz.

### Dejavniki tveganja
Dejavniki tveganja za pojav srčnega zastoja so podobni kot pri koronarni bolezni srca in vključujejo kajenje, premajhno telesno dejavnost, debelost, sladkorno bolezen in pojavljanje v družini.

### Mnemotehnična pomoč pri pomnjenju vzrokov
»H-ji in T-ji« so mnemotehnično pomagalo za pomnjenje različnih vzrokov srčnega zastoja, ki ga lahko zdravimo oziroma je reverzibilen.
H-ji
- Hipovolemija – zmanjšana prostornina krvi
- Hipoksija – pomanjkljiva preskrba tkiva s kisikom
- H-ioni (acidoza) – nenormalno znižanje vrednosti pH v organizmu
- Hiperkaliemija ali Hipokaliemija – povišana ali znižana koncentracija kalijevih ionov v krvi
- Hipotermija – znižana telesna temperatura
- Hipoglikemija ali Hiperglikemija  – znižana ali povišana koncentracija krvnega sladkorja

T-ji
- Tablete (zdravila) ali Toksini
- Tamponada srca – nabiranje tekočine okoli srca
- Tenzijski pnevmotoraks – sesedenje pljuč zaradi odprtine v plevri
- Tromboza venčnih žil, ki povzroči srčno kap
- Trombembolija (pljučna embolija) – zamašitev pljučne arterije s strdkom
- Travmatski srčni zastoj – srčni zastoj zaradi poškodbe

## Diagnoza
Srčni zastoj pomeni klinično smrt. 
Klinično se običajno diagnosticira z odsotnostjo srčnega utripa. V številnih primerih je odsotnost utripa v [[vratna arterija|vratni (karotidni) arteriji zlati standard za diagnosticiranje srčnega zastoja, vendar pa lahko odsotnost srčnega utripa (zlasti perifernega) povzročijo tudi druga stanja, na primer cirkulatorni šok. Študije so pokazale, da reševalci na kraju urgentnega dogodka pogosto napačno tipajo srčni utrip v vratni arteriji, kar velja tako za zdravstvene delavce kot za laike.
Zaradi pogostih napak pri določanju utripa v vratni arteriji so številni strokovni organi, kot na primer Evropski svet za reanimacijo (ERC – European Resuscitation Council), izpostavili ta problem ter priporočili, da naj metodo uporabljajo le usposobljeni zdravstveni strokovnjaki, poleg tega pa je treba upoštevati tudi druge pokazatelje, kot je na primer agonalno dihanje.